# شحیمه
شحیمه (به عربی: شحیمة) یک شهرداری در الجزایر است که در استان تیارت واقع شده‌است.